# Volvo Aero

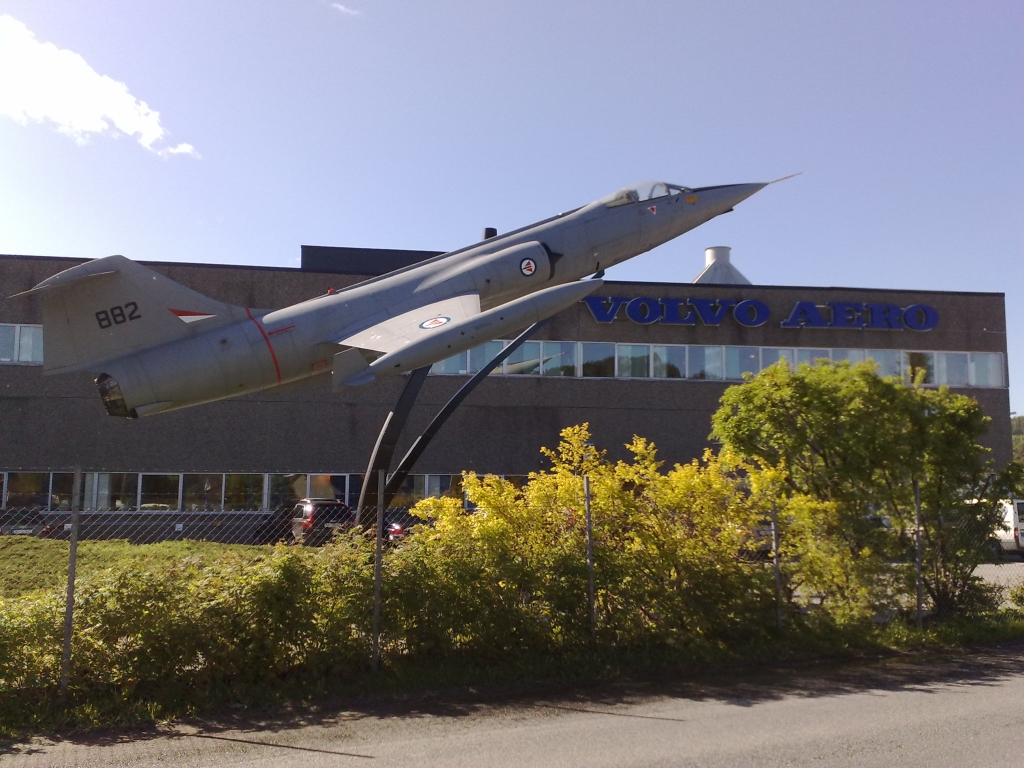
Lockheed F-104 Starfighter utanför Volvo Aero, Kongsberg (Norge)

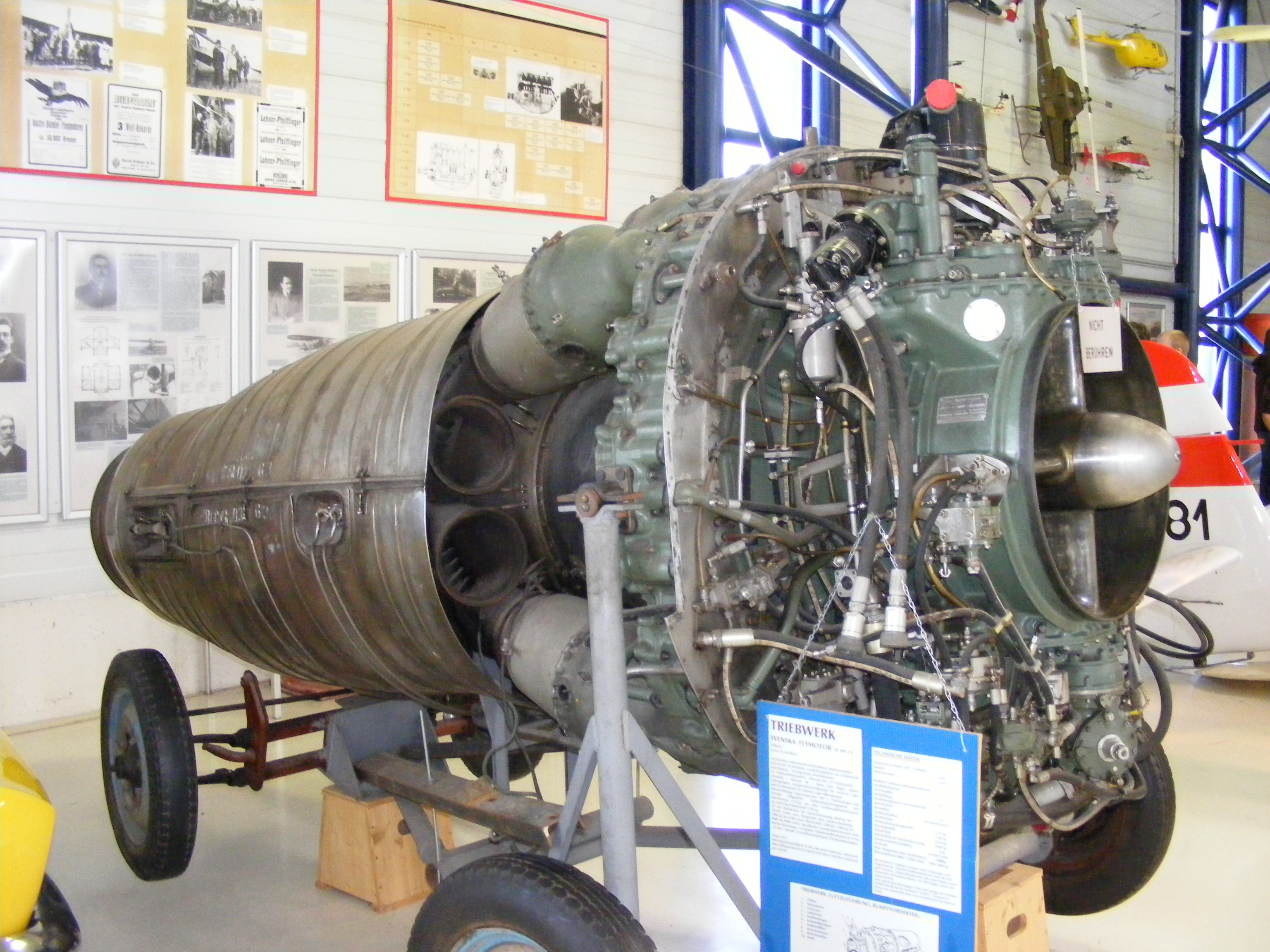
Svenska Flymotoer AB RM 2B

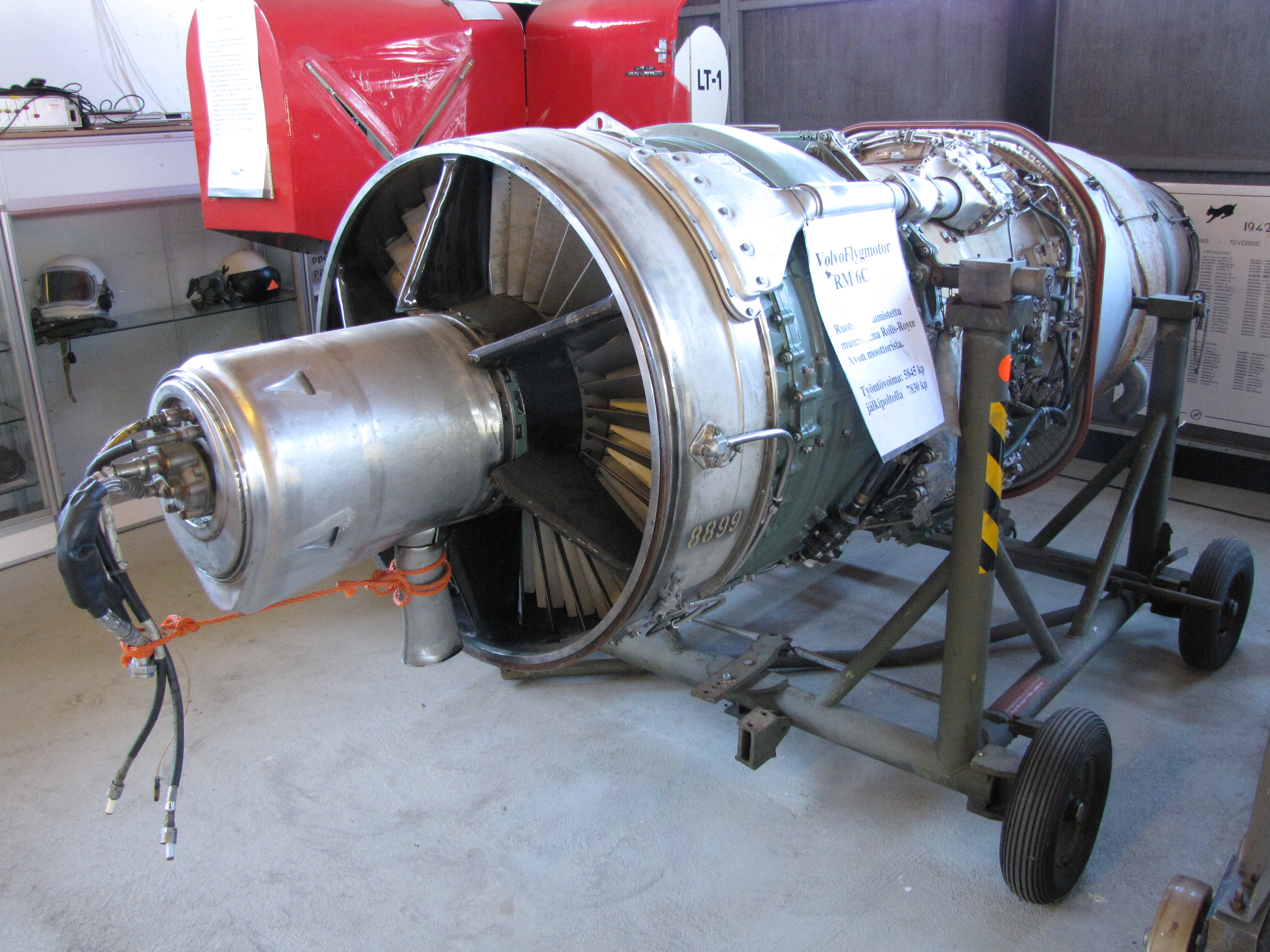
Volvo Flygmotor RM 6C

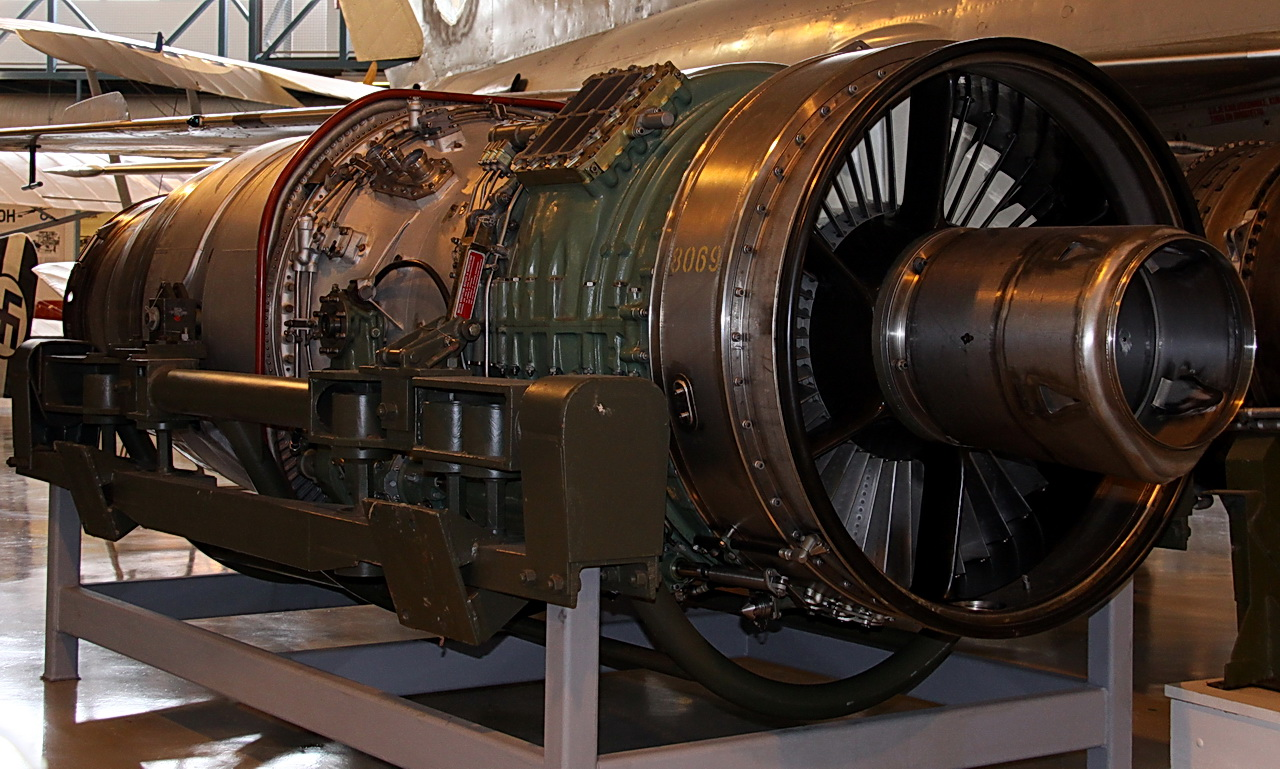
Volvo RM6B

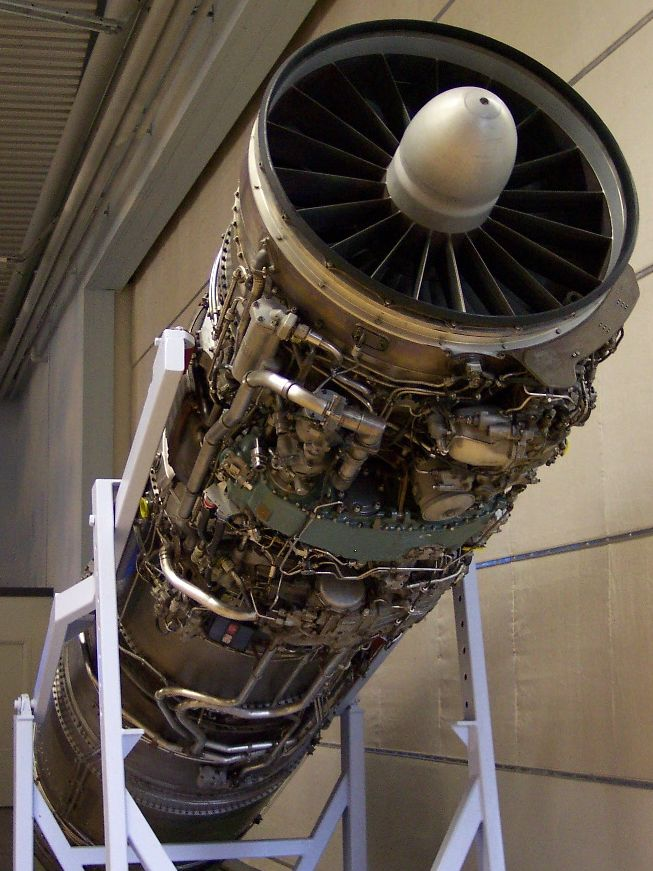
Volvo Flygmotor RM8B

Volvo Aero Aktiebolag var en tillverkare av flygmotorer, komponenter till flyg- och rymdindustrin samt svarade för underhåll av flygmotorer. Företaget ingick fram till den 1 oktober 2012 i Volvokoncernen, och registrerades som Nohab Flygmotorfabriker den 4 juni 1930.
Den 5 juli 2012 såldes Volvo Aero till den brittiska industrikoncernen GKN. Den 1 oktober övergick samtlig verksamhet till GKN och drivs numer under namnet GKN Aerospace Sweden AB.

## Verksamhet
Volvo Aero samarbetade med de stora flygmotortillverkarna Rolls-Royce, Pratt & Whitney, Snecma och General Electric om civila flygmotorer. Volvo Aero hade motorkomponenter i över 90 procent av alla nya större flygplan. Under 2000-talet fick företaget ett stort engagemang i motorerna GEnx som sitter på Boeing 787 ”Dreamliner” och Boeing 747-8. Volvo Aero fick även en viktig roll i de nya motorprogrammen Rolls-Royce Trent XWB för Airbus A350 XWB och Pratt & Whitney's PW1000G för bland andra Bombardier CSeries och Mitsubishis plan MRJ. Företaget var också engagerat i bägge motoralternativen till Airbus A380. Tillverkningen av motorkomponenter skedde dels i Trollhättan och Linköping, men även i Norge, Kongsberg samt i Newington i Connecticut i USA. 
Volvo Aero försåg sedan starten 1930 det svenska flygvapnet med motorer. Det sista exemplet var motorn RM12 till det svenska stridsflygplanet Saab Gripen, som våren 2011 passerade 150 000 flygtimmar. Man hade även en stor underhållsverksamhet där man underhöll motortyperna PW100, TFE 731 samt de stationära gasturbinerna DR990 och LM1600 i Trollhättan. Även delar till de raketmotorer som används på ESA:s Ariane 5-raket tillverkades av Volvo Aero.[källa behövs]
Volvo Aero har sedan länge arbetat för att utveckla komponenter till flyg- och rymdmotorer som är lättare, så att flygets miljöpåverkan begränsas så långt det är möjligt. Lättviktskonstruktioner är företagets bidrag till ACARE:s mål på 50% mindre CO2-utsläpp från flyget år 2020, jämfört med teknologinivån år 2000.[källa behövs]
Företaget utvecklade lättviktsteknologier både i nationella och EU-finansierade forskningsprogram. Det innebär bland annat nya tillverkningsteknologier för metalliska komponenter med en potential att minska vikten med 20%. För motorns kallare delar utvecklas nya kompositmaterial. Då kan vikten minskas med upp till 30%.[källa behövs]
Samtlig ovan verksamhet överfördes till GKn Aerospace Sweden AB den 1 oktober 2012.

## Organisation
Volvo Aero hade verksamhet i Trollhättan, Linköping, Bromma i Stockholm, Kongsberg i Norge samt Newington i USA. Totalt hade företaget (år 2010) cirka 3 000 anställda och omsätte cirka sju miljarder kronor. 
Volvo Aero utvecklade, tillverkade och erbjöd tjänster för militära flygmotorer, i synnerhet till Volvo RM12-motorn i Gripen. Företaget utvecklade och producerade även komponenter till flera andra militära motorer och medverkade i militära flygmotorprogram, såsom till F414-motorn som bland annat används i F18-E/F och till F135-motorn till F-35 Lightning II.[källa behövs] Man var en partner, konstruktör och tillverkare av raketmunstycken och delsystem för raketmotorer för kommersiella rymdprogram och är även Europeiska rymdorganisationens Center of Excellence för raketmotorns munstycken och turbiner.[källa behövs]

### Volvo Aero Norge
Volvo Aero Norge tillverkade jetmotorkomponenter till världens största tillverkare av flygplansmotorer. Man hade 500 anställda i Kongsberg. Bolaget grundades i mitten av 1970-talet för att leverera delar till stridsflygplanet Lockheed Martin F-16 Fighting Falcon , som vid denna tid hade köpts av norska flygvapnet. Volvo Aero Norge levererade delar av motorn till stridsflygplanet, liksom till andra militärflygplan, men de sista åren utgjorde Volvo Aero Norges största delen av verksamheten av leveranser av motordelar till kommersiella flygplan. Volvo Aero Norge var ett helägt dotterbolag till Volvo Aero.[källa behövs]. Volvo Aero Norges verksamhet sker idag inom GKN Aerospace Norway.

### Applied Composites AB (ACAB)
Applied Composites AB (ACAB) baserades i Linköping och hade sina rötter inom försvarsutrustning och flyg, men företaget tillverkade även kompositmaterial för miljö- och medicinteknik, trådlösa kommunikationer och processindustri. ACAB:s verksamhet sker idag inom GKN Aerospace Applies Composites AB.

### Verkställande direktörer
- Gunnar Dellner, 1931-1940
- Nils Frenne, 1940-1943
- Gunnar Engellau, 1943-1956
- Erland Forslund, 1956-1961
- Erik Andrén, 1961-1963
- Arne Körling, 1963-1969
- Inge Löjdquist, 1969-1978
- Gunnar L. Johansson, 1978-1986
- Bengt Eriksson, 1986-1988
- Per-Erik Mohlin, 1989-1993
- Arne Wittlöv, 1993-1997
- Fred Bodin, 1997-2007
- Olof Persson, 2007-2009
- Staffan Zackrisson, 2009-2012

## Historia
Den svenska flygmotorindustrin startade i april 1930 med ett officiellt brev från svenska Flygstyrelsen, där man beställde 40 nio-cylindriga flygmotorer från lokomotivtillverkaren Nydqvist & Holm AB i Trollhättan. Nydqvist & Holm bildade då ett nytt bolag för verksamheten, NOHAB Flygmotorfabriker. Volvo i Göteborg förvärvade aktiemajoriteten 1941 och samma år ändrades företagsnamnet till Svenska Flygmotor AB (SFA). I styrelsen från 1941 ingick Sven Wingquist, Assar Gabrielsson, Evert Wijkander, Gustaf Larson och Nils Frenne. Frenne var Flygmotors första direktör från år 1936.
Under övergångsperioden mellan kolvmotor- och jetmotortillverkningen var det svårt att bereda sysselsättning för det stora antalet arbetare. Av denna orsak startade tillverkning av dieselmotorer till Volvo. Det gjordes försök att utveckla en helsvensk turbojetmotor men ingen av prototyperna kom längre än till teststadiet. Istället tillverkades den första svenska turbojetmotorn på licens från de Havilland i England. Fullskalig produktion startade 1949. 
Samtidigt som det snabbt expanderande civila flyget minskade avstånden mellan världens städer, utvecklade Svenska Flygmotor ett ännu närmare samarbete med världens ledande motortillverkare. Ett avtal signerades med Rolls-Royce Ltd i slutet av 1952 angående tillverkningen av en svensk version av en motor i Avon-serien. Den svenska versionen fick beteckningen RM5A och användes i stridsflygplanet A32 Lansen. Övergången till tillverkningen av RM5-motorer medförde en betydande omorganisation av produktionen och stora investeringar gjordes i en ny maskinpark. RM5 tillverkades mellan 1955 och 1958 och efterträddes därefter av en serie större och mer kraftfulla Avon-motorer för stridsflygplanet J35 Draken. Den svenska versionen av denna motor fick beteckningen RM6. Samarbetet med Rolls-Royce utökades med underleverantörskontrakt för tillverkning av komponenter till civila flygmotorer.
Utvecklingen av de olika versionerna av RM8-motorn till stridsflygplanet Saab 37 Viggen, utvecklad från den civila JT8D-motorn från Pratt & Whitney, blev en stor framgång som kraftigt stärkte Sveriges position på den internationella flygmotormarknaden. Under denna period övertog Volvo samtliga aktier i bolaget som därefter fick namnet Volvo Flygmotor AB.

### Satsning på den civila marknaden
Det tekniska kunnandet som erhållits från utvecklingen av militära flygmotorer kunde användas i uppbyggandet av expansiva civila flygprojekt. Sökandet efter marknadstillfällen inom de civila motorprogrammen började på 70-talet. Ett kraftfullt marknadsinitiativ lanserades under namnet "Going Commercial". Detta resulterade i ett samarbete med Garrett och tillverkning av komponenter till TFE 731- och TPE331-motorerna började. En annan spin-off var den gemensamma utvecklingen av TFE1042-motorn, en vidareutveckling av TFE731-motorn, med ytterligare ett fläktsteg och EBK. Projektet fullföljdes dock inte, men motorn vidareutvecklades i Taiwan. Detta samarbete följdes av partnerskap med GE och Pratt & Whitney. Idag är Volvo Aero partner i nästan alla motorprogram och har specialiserat sig på komplicerade lastbärande strukturer och rotorer. Åren 2000-2010 hade Volvo Aero en genomsnittlig tillväxt på den civila verksamheten med 9% om året.

### Ut i rymden
På 1970-talet gick bolaget med i det europeiska rymdsamarbetet och tillverkning av brännkammare för Vikingmotorerna till Ariane-raketen startade. Specialisering på brännkammare, kylda munstycken och överljudsturbiner ledde till en snabbt växande teknisk roll, vilket medförde deltagande i alla generationer av Ariane-raketen. Dagens rymdverksamhet spänner över alla faser i ett rymdprojekt; från teknologiprogram och pilotfall för framtida motorsystem till komponentutveckling, prototyper och serieproduktion.
I takt med att företaget växte blev den militära delen mindre dominant. På 1980-talet startade produktionen av RM12, motorn till stridsflygplanet Saab 39 Gripen. Första leverans ägde rum 1988. 
I början av 1990-talet ändrades bolagsnamnet från Volvo Flygmotor till Volvo Aero. Det svenska namnet var svårt att kommunicera internationellt. Idag har alla dotterbolagen Volvo Aero inkluderat i sina respektive namn.
I januari 2000 gick Volvo Aero och GE Aircraft Engines in i ett nytt militärt samarbete. Samarbetet gäller F414-motorn till F-18 E/F Super Hornet flygplansserier, vilket är US Navys nya volymprogram för deras hangarfartyg. Avtalet är ett stort genombrott för Volvo Aero eftersom det är det första militära programmet som inte är knutet till det svenska flygvapnet.

### Uppköp
År 2007 upphörde verksamheten i Bromma. Den 1 oktober 2012 övergick Volvo Aero till den brittiska industrigruppen GKN och verksamheten bedrivs idag inom GKN Aerospace Sweden AB.

## Volvo Aeros militära jetmotorer
Volvo Aero har deltagit i flertalet av svenska flygvapnets stridsflygplan. RM betyder 'ReaktionsMotor'.
- RM1 - de Havilland Goblin - Saab 21R.
- RM2 - de Havilland Ghost - Saab 29 Tunnan.
- RM5 - Rolls-Royce Avon RA.3/Mk.109 - Saab 32 Lansen
- RM6 - Rolls-Royce Avon RA.29/Mk.300 - Saab 32 Lansen och Saab 35 Draken.
- RM8 - Pratt & Whitney JT8D - Saab 37 Viggen.
- RM9 - Turbomeca Aubisque - Saab 105.
- RM12 - General Electric F404 - Saab 39 Gripen.

Notera att RM3 (Tp 52 Canberra) och RM10 (Tp 85 Caravelle) inte byggdes av Volvo Flygmotor.

### RM12-motorn
Stridsflygplanet JAS 39 Gripen är i operativ tjänst sedan 1997. Volvo Aero har svarat för utveckling och tillverkning av RM12 till JAS 39 Gripen samt för produktstöd under motorns hela livslängd. Volvo Aero levererar de sista RM12-motorerna till det svenska flygvapnet i mars 2010.

## Civila flygmotorprogram
Volvo Aero är delägare i många civila flygmotorprogram, exempelvis Trent 900 och GP7000 som är två alternativa motorer för Airbus A380. Volvo Aero är då ett av flera företag som delar risker och intäkter. När det gäller Trent 900 ansvarar Volvo Aero för konstruktionen, utvecklingen och tillverkningen av kompressorns mellanhus. Volvo Aero är även delägare i den motor Rolls-Royce monterar i Airbus A350 XWB. Pratt & Whitney har gett Volvo Aero uppdraget att utveckla en bakre turbinstruktur i lättviktsmaterial för företagets GP7000-motorer. GP7000 bygger på flygmotorerna GE90 och PW4000.[källa behövs]
Den 22 juni 2011 tecknade Volvo Aero ett strategiskt viktigt avtal om ett deltagande i motorprogrammet PW1100G. Volvo Aero kommer att ha ansvar för utveckling och tillverkning av två komponenter i motorn: TEC (Turbine Exhaust Case) och IMC (Intermediate Case). PW1100G-motorn kommer att installeras i en uppgraderad version av Airbus A320, den s.k. Airbus 320neo. För Volvo Aeros del väntas avtalet generera försäljning på cirka 40 miljarder kronor under cirka 50 år. Försäljningen väntas ta fart under andra halvan av det här decenniet.

## Volvo Aero och EU-forskning
Det pågår omfattande forskning bland flygmotortillverkarna för att ta fram nya tekniska lösningar för minskade utsläpp. I Europa syftar bland annat programmen Antle, Clean och Vital till att ta fram teknik för framtida motorgenerationer. Advisory Council of Aeronautics Research in Europe (ACARE) är en organisation med målet att ta fram en strategi för det europeiska flyget. ACARE:s miljövision för år 2020 innebär bland annat att bränsleförbrukning och koldioxidutsläpp ska minska med 50 procent, att bullret ska minska med 50 procent och  kväveoxidutsläppen ska minska med 80 procent.
Den 18 januari 2005 landsattes vital som står för EnVIronmenTALly Friendly Aero Engine, ett EU-projekt som syftar till att ta fram teknologier för att möta branschens miljökrav.
VITAL löpte över fyra år och hade en budget på drygt 800 miljoner kronor. Projektet hade över 50 partner (företag, högskolor och institut i Europa), och leds av det Franska motorföretaget Snecma. Volvo Aeros del i projektet var bland annat att utveckla och prova lastbärande strukturer i flygmotorn. Enkelt uttryckt handlar det om att bygga motorkomponenter som väger mindre.

## Gasturbiner
Volvo Aero var även, i och med ett samarbete med General Electric (GE Energy), verksam inom gasturbiner som komponentpartner. Det finns två olika sorters gasturbiner för generering av elektricitet: industriella gasturbiner och aeroderivat. De industriella turbinerna är tunga, bastanta enheter. Aeroderivat började, som namnet antyder, som flygplansmotorer och är lättare. GE är det enda företag som tillverkar båda typerna.
Volvo Aero tillhandahöll flera av komponenterna, bland annat kompressorrotorer och lågtrycksturbinhus. Volvo Aero tillverkade även delar till mindre gasturbiner, till exempel LM 1600 som är ett derivat från den militära motorn F404. Denna modell används mycket inom olje- och gasindustrin, där den genererar el till offshoreplattformar eller naturgasanläggningar.
Precis som flygmotorer behöver gasturbiner regelbundet underhåll för att de ska fungera effektivt. Medan stora organisationer som oljebolag hellre utför sitt eget underhåll har mindre aktörer inte den kunskap som krävs internt. De anlitar i stället ofta företag som Volvo Aero för att utföra dessa arbeten. GE har licensierat Volvo Aero för underhåll av LM 1600.

### Fotnoter
1. ↑  ”Bokslut & Nyckeltal - Volvo Aero Aktiebolag”. AllaBolag.se. http://www.allabolag.se/5560290347/bokslut.
2. ↑  [död länk]
3. ↑  ”GKN förvärvar Volvo Aero”. Arkiverad från originalet den 6 april 2013. https://web.archive.org/web/20130406014314/http://www.gkn.com/investorrelations/News/Pages/GKN-plc-completes-Volvo-Aero-acquisition.aspx.
4. ↑  Flygmotor - Volvo Aero 1930-2005, Bo Widfeldt och Fredrik Fryklund, Air Historic Researc AB, Nässjö 2005 ISBN 91-975467-0-4, s. 15-25
5. ↑  ”översikt RMx, engelska”. Arkiverad från originalet den 28 september 2008. https://web.archive.org/web/20080928044451/http://www.canit.se/~griffon/aviation/text/reamotorer.html. Läst 18 juli 2008.

### Webbkällor
- Volvo historia, Volvo Aero, PDF 1,6 Mbyte.